# Ромањано ал Монте
Ромањано ал Монте (итал. Romagnano al Monte) јесте насеље у Италији у округу Салерно, региону Кампанија.
Према процени из 2011. у насељу је живело 11 становника. Насеље се налази на надморској висини од 626 м.